# Congopauw
De congopauw (Afropavo congensis) is een hoenderachtige vogel (familie Phasianidae).
In 1913 ontdekte de Amerikaanse ornitholoog James Chapin een pluim van een onbekende vogel op de hoed van een Afrikaan van het Ituri-woud in de toenmalige kolonie Belgisch-Kongo. De zwart-wit gestreepte veren konden niet thuisgebracht worden. In 1936 werd het mysterie opgelost tijdens een bezoek aan het Afrikamuseum van Tervuren, toen hij er twee opgezette dieren met dezelfde pluimen aantrof.

## Kenmerken
De vogel is 64 tot 70 cm lang. De haan is donker bronsgroen, met een korte brede staart en op de kop een bundel witte en zwarte veren. De naakte huid op de keel is rood gekleurd. De hen is aanmerkelijk kleiner en verschilt ook in kleur van het mannetje: zij mist de groene tinten van de haan en is roestbruin met een groene glanzende veren op de rug.

## Verspreiding en leefgebied
Deze soort komt voor in ongerepte regenwouden, maar ook wel in verouderd secundair tropisch bos, in het bekken van de Kongo (Congo). Het dier leidt een verborgen leven op plekken die voor de mens moeilijk toegankelijk zijn, bij voorkeur op dicht begroeide hellingen, op een hoogte tot 1200 meter boven zeeniveau. De congopauw is de enige soort in Afrika uit de onderfamilie waartoe de fazant behoort; andere fazantensoorten leven in Azië.

## Status
De congopauw heeft een beperkt verspreidingsgebied en daardoor is de kans op uitsterven aanwezig. De grootte van de populatie werd in 2016 door BirdLife International geschat op 2,5 tot tien duizend volwassen individuen. De populatie-aantallen nemen af door jacht en habitatverlies. Het leefgebied wordt aangetast door ontbossing en mijnbouwactiviteiten waarbij natuurlijk bos plaats maakt voor agrarisch gebruikt land en verder de aanleg van infrastructuur en menselijke nederzettingen. Om deze redenen staat deze soort als gevoelig op de Rode Lijst van de IUCN.

### Status in gevangenschap
De zeldzame congopauw kan in sommige dierentuinen bewonderd worden (o.a. in de Zoo van Antwerpen en Amsterdam). De Antwerpse Zoo beheert en coördineert zowel wereldwijd (ISB) als Europees (EEP) het stamboek van deze diersoort om de instandhouding te kunnen verzekeren. In 1960 werd er voor het eerst succesvol gefokt met de congopauw, in Diergaarde Blijdorp.

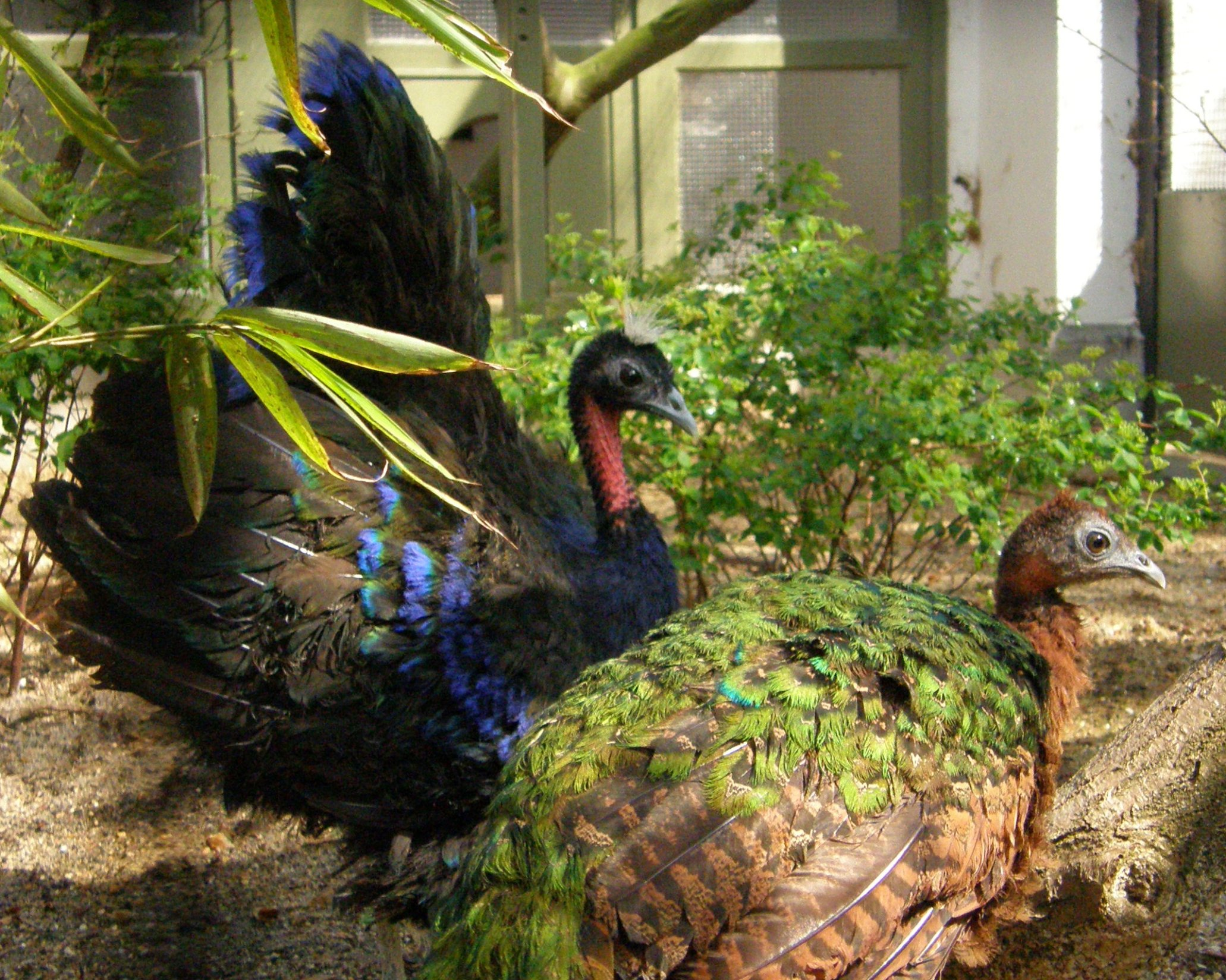
Haan en hen in de dierentuin van Antwerpen